# 2025年のいわきFC
2025年のいわきFCは、いわきFCの2025年シーズン成績を詳述する。

## 加入・移籍選手

### 2024-2025・冬の移籍

#### IN
| Pos | 選手名       | 生年月日 (年齢)        | 前所属             | 発表日         | 備考                   |
| GK  | 早坂勇希     | 1999年5月22日（25歳）  | 川崎フロンターレ   | 2024年12月18日 | 期限付き移籍加入       |
| DF  | 白井陽貴     | 2000年10月5日（24歳）  | V・ファーレン長崎  | 2024年12月20日 | 期限付き移籍加入       |
| MF  | 鵜木郁哉     | 2001年7月4日（23歳）   | 柏レイソル         | 2024年12月20日 | 期限付き移籍加入       |
| MF  | 石渡ネルソン | 2005年5月10日（19歳）  | セレッソ大阪       | 2024年12月21日 | 期限付き移籍加入       |
| FW  | 坂元一渚璃   | 2004年11月22日（20歳） | ブランデュー弘前FC | 2024年12月23日 | 期限付き移籍からの復帰 |
| DF  | 遠藤凌       | 1998年7月6日（26歳）   | アルビレックス新潟 | 2024年12月25日 | 完全移籍加入           |
| DF  | 山田裕翔     | 2001年7月19日（23歳）  | 東京ヴェルディ     | 2024年12月28日 | 完全移籍加入           |
| DF  | 木吹翔太     | 2006年8月19日（18歳）  | サンフレッチェ広島 | 2024年12月28日 | 育成型期限付き移籍加入 |

#### OUT
| Pos | 選手名     | 生年月日 (年齢)        | 在籍期間      | 契約解除 発表日 | 移籍先               | 移籍先 発表日  | 備考                       |
| GK  | 田中謙吾   | 1989年12月30日（35歳） | 2022年-2024年 | 2024年10月15日  |                      |                | 現役引退                   |
| FW  | 杉山伶央   | 2000年3月4日（24歳）   | 2022年-2024年 | 2024年11月13日  | 高知ユナイテッドSC   | 2024年12月29日 | 完全移籍                   |
| DF  | 速水修平   | 2000年11月11日（24歳） | 2023年-2024年 | 2024年11月13日  | ヴァンラーレ八戸     | 2024年12月15日 | 完全移籍                   |
| DF  | 辻岡佑真   | 2001年12月9日（23歳）  | 2023年        | 2024年12月2日   | ギラヴァンツ北九州   | 2024年12月2日  | 期限付き移籍               |
| MF  | 鏑木瑞生   | 2000年5月28日（24歳）  | 2023年-2024年 | 2024年12月9日   | ヴァンラーレ八戸     | 2024年12月9日  | 完全移籍                   |
| FW  | 有馬幸太郎 | 2000年9月3日（24歳）   | 2022年-2024年 | 2024年12月14日  | 大分トリニータ       | 2024年12月14日 | 完全移籍                   |
| FW  | 近藤慶一   | 2002年3月3日（22歳）   | 2023年-2024年 | 2024年12月17日  | 鹿児島ユナイテッドFC | 2024年12月17日 | 期限付き移籍               |
| MF  | 芳賀日陽   | 2000年7月30日（24歳）  | 2023年-2024年 | 2024年12月17日  | FC大阪               | 2024年12月17日 | 完全移籍                   |
| GK  | 立川小太郎 | 1997年1月4日（27歳）   | 2024年        | 2024年12月22日  | FC今治               | 2024年12月22日 | 完全移籍                   |
| DF  | 大森理生   | 2002年7月21日（22歳）  | 2024年        | 2024年12月24日  | FC今治               | 2024年12月24日 | 育成型期限付き移籍期間満了 |
| MF  | 下田栄祐   | 2004年5月5日（20歳）   | 2023年-2024年 | 2024年12月27日  | 鹿島アントラーズ     | 2024年12月27日 | 育成型期限付き移籍期間満了 |
| MF  | 大迫塁     | 2004年10月13日（20歳） | 2024年        | 2024年12月28日  | セレッソ大阪         | 2024年12月28日 | 育成型期限付き移籍期間満了 |
| GK  | 鹿野修平   | 1999年8月27日（25歳）  | 2022年-2024年 | 2024年12月29日  | 栃木SC               | 2024年12月29日 | 期限付き移籍               |
| FW  | 棚田遼     | 2003年6月19日（21歳）  | 2024年        | 2025年1月4日    | ガイナーレ鳥取       | 2025年1月4日   | 育成型期限付き移籍期間満了 |
| MF  | 西川潤     | 2002年2月21日（22歳）  | 2024年        | 2025年1月5日    | サガン鳥栖           | 2025年1月8日   | 育成型期限付き移籍期間満了 |

## 結果

### J2リーグ

#### 節別成績表
勝利
      引分
      敗戦
      優勝
      2位
      3位
      18位-20位
| 節     | 1  | 2  | 3  | 4  | 5  | 6  | 7  | 8  | 9  | 10 | 11 | 12 | 13 | 14 | 15 | 16 | 17 | 18 | 19 |
| ------ | -- | -- | -- | -- | -- | -- | -- | -- | -- | -- | -- | -- | -- | -- | -- | -- | -- | -- | -- |
| 開催地 | H  | A  | H  | H  | A  | H  | A  | A  | H  | A  | A  | H  | H  | A  | H  | A  | H  | H  | A  |
| 結果   | L  | D  | D  | D  | L  | L  | L  | L  | L  | W  | W  | W  | D  | D  | D  | L  | L  | W  | D  |
| 順位   | 18 | 15 | 16 | 17 | 18 | 19 | 19 | 19 | 20 | 20 | 18 | 17 | 17 | 17 | 17 | 17 | 19 | 14 | 15 |
| 節     | 20 | 21 | 22 | 23 | 24 | 25 | 26 | 27 | 28 | 29 | 30 | 31 | 32 | 33 | 34 | 35 | 36 | 37 | 38 |
| 開催地 | H  | A  | A  | H  | A  | H  | A  | H  | A  |    |    |    |    |    |    |    |    |    |    |
| 結果   | W  | L  | W  | D  | D  | W  | L  |    |    |    |    |    |    |    |    |    |    |    |    |
| 順位   | 13 | 14 | 14 | 14 | 13 | 12 | 13 |    |    |    |    |    |    |    |    |    |    |    |    |

#### 節別試合結果
| 第1節 2025年02月15日 | いわきFC | 0-2     | ジェフユナイテッド千葉                                             | いわき市 |  |
| 14:03                |          | Jリーグ | 横山暁之 31分 (pen.) · 髙橋壱晟 60分 · デリキ 84分 · 横山暁之 87分 | 競技場: ハワイアンズスタジアムいわき 観客数: 5,046 人 主審: 田中玲匡 副審: 林可人、山村将弘 第4の審判員: 植松健太朗 |  |

| 第2節 2025年02月23日 | 大分トリニータ | 0-0     | いわきFC                      | 大分市 |  |
| 14:03                |                | Jリーグ | 五十嵐聖己 32分 · 遠藤凌 56分 | 競技場: クラサスドーム大分 観客数: 10,101 人 主審: 榎本一慶 副審: 鶴岡泰樹、小出貴彦 第4の審判員: 柳岡拓磨 |  |

| 第3節 2025年03月02日 | いわきFC                                                           | 1-1     | 徳島ヴォルティス                                        | いわき市 |  |
| 14:03                | 鵜木郁哉 12分 (pen.) · 柴田壮介 31分 · 大西悠介 54分 · 生駒仁 59分 | Jリーグ | 田中颯 56分 · ルーカス・バルセロス 71分 · 増田功作 90分 | 競技場: ハワイアンズスタジアムいわき 観客数: 3,502 人 主審: 上原直人 副審: 金井清一、松本康之 第4の審判員: 田邉裕樹 |  |

| 第4節 2025年03月09日 | いわきFC                          | 1-1     | サガン鳥栖                  | いわき市 |  |
| 14:03                | 大西悠介 31分, 51分 · 遠藤凌 65分 | Jリーグ | 38分 (o.g.) · 森下怜哉 60分 | 競技場: ハワイアンズスタジアムいわき 観客数: 4,071 人 主審: 中村太 副審: 眞鍋久大、廣瀬成昭 第4の審判員: 瀬田貴仁 |  |

| 第5節 2025年03月15日 | 藤枝MYFC                                     | 2-0     | いわきFC | 藤枝市 |  |
| 14:04                | 杉田真彦 5分 · 金子翔太 16分 · 久富良輔 40分 | Jリーグ |          | 競技場: 藤枝総合運動公園サッカー場 観客数: 2,950 人 主審: 大橋侑祐 副審: 内山翔太、田代雄大 第4の審判員: 酒井達矢 |  |

| 第6節 2025年03月23日 | いわきFC                                        | 0-1     | FC今治      | いわき市 |  |
| 14:03                | 大西悠介 33分 · 早坂勇希 42分 · 山口大輝 45+3分 | Jリーグ | 梅木怜 82分 | 競技場: ハワイアンズスタジアムいわき 観客数: 3,818 人 主審: 先立圭吾 副審: 松井健太郎、荒上修人 第4の審判員: 熊谷幸剛 |  |

| 第7節 2025年03月30日 | 水戸ホーリーホック                                                   | 4-1     | いわきFC            | 水戸市 |  |
| 14:03                | 山﨑希一 2分 · 山本隼大 31分 · 津久井匠海 58分 · 草野侑己 88分, 88分 | Jリーグ | 谷村海那 17分, 62分 | 競技場: ケーズデンキスタジアム水戸 観客数: 4,363 人 主審: 井上知大 副審: 船橋昭次、柳岡拓磨 第4の審判員: 鶴岡将樹 |  |

| 第8節 2025年04月05日 | ヴァンフォーレ甲府          | 1-0     | いわきFC | 甲府市 |  |
| 13:33                | 宮崎純真 26分 · 孫大河 57分 | Jリーグ |          | 競技場: JIT リサイクルインク スタジアム 観客数: 6,516 人 主審: 野堀桂佑 副審: 林可人、畠山大介 第4の審判員: 鶴岡泰樹 |  |

| 第9節 2025年04月12日 | いわきFC      | 0-1     | モンテディオ山形                                          | いわき市 |  |
| 14:03                | 柴田壮介 86分 | Jリーグ | 田中渉 15分 · ディサロ燦シルヴァーノ 44分 · 野嶽寛也 48分 | 競技場: ハワイアンズスタジアムいわき 観客数: 4,663 人 主審: 小屋幸栄 副審: 篠藤巧、宮原一也 第4の審判員: 田邉裕樹 |  |

| 第10節 2025年04月20日 | カターレ富山  | 1-2     | いわきFC                             | 富山市 |  |
| 14:03                 | 碓井聖生 39分 | Jリーグ | 谷村海那 7, 83分 · 石渡ネルソン 43分 | 競技場: 富山県総合運動公園陸上競技場 観客数: 3,453 人 主審: 石丸秀平 副審: 森川浩次、若宮健治 第4の審判員: 國吉真吾 |  |

| 第11節 2025年04月25日 | V・ファーレン長崎                   | 3-4     | いわきFC                                                                               | 長崎市 |  |
| 19:03                 | フアンマ・デルガド 45+1, 75, 90+2分 | Jリーグ | 坂岸寛大 27分 · 山下優人 37分 (pen.) · 石渡ネルソン 51分 · 加瀬直輝 68分 · 遠藤凌 78分 | 競技場: PEACE STADIUM Connected by SoftBank 観客数: 9,572 人 主審: 岡部拓人 副審: 川崎秋仁、堀格郎 第4の審判員: 堀善仁 |  |

| 第12節 2025年04月29日 | いわきFC                    | 2-1     | RB大宮アルディージャ | いわき市 |  |
| 14:03                 | 55分 (o.g.) · 堂鼻起暉 59分 | Jリーグ | 90+5分 (o.g.)        | 競技場: ハワイアンズスタジアムいわき 観客数: 4,846 人 主審: 吉田哲朗 副審: 竹長泰彦、池田一洋 第4の審判員: 酒井達矢 |  |

| 第13節 2025年05月03日 | いわきFC                                    | 1-1     | ブラウブリッツ秋田       | いわき市 |  |
| 13:05                 | 熊田直紀 56分 · 谷村海那 71分 · 遠藤凌 83分 | Jリーグ | 井上竜太 79分 · 長谷川巧 | 競技場: ハワイアンズスタジアムいわき 観客数: 4,109 人 主審: 中川愛斗 副審: 田尻智計、清水拓 第4の審判員: 長谷川雅 |  |

| 第14節 2025年05月06日 | 愛媛FC                     | 1-1     | いわきFC                                        | 松山市 |  |
| 15:03                 | 吉田温紀 7分 · 佐藤亮 27分 | Jリーグ | 山下優人 76分 · 大西悠介 84分 · 熊田直紀 90+8分 | 競技場: ニンジニアスタジアム 観客数: 2,735 人 主審: 清水勇人 副審: 竹田明弘、宮原一也 第4の審判員: 植田文平 |  |

| 第15節 2025年05月11日 | いわきFC             | 1-1     | 北海道コンサドーレ札幌        | いわき市 |  |
| 13:03                 | 熊田直紀 74分 (pen.) | Jリーグ | 家泉怜依 34分 · 田中克幸 42分 | 競技場: ハワイアンズスタジアムいわき 観客数: 4,168 人 主審: 窪田陽輔 副審: 中野卓、廣瀬成昭 第4の審判員: 田邉裕樹 |  |

| 第16節 2025年05月17日 | ジュビロ磐田                  | 2-0     | いわきFC        | 磐田市                                                                                                |  |
| 14:03                 | 金子大毅 33分 · 佐藤凌我 63分 | Jリーグ | 熊田直紀 90+5分 | 競技場: ヤマハスタジアム 観客数: 9,114 人 主審: 須谷雄三 副審: 林可人、緒方孝浩 第4の審判員: 酒井達矢 |  |

| 第17節 2025年05月25日 | いわきFC      | 1-2     | ベガルタ仙台                                | いわき市 |  |
| 13:03                 | 谷村海那 23分 | Jリーグ | エロン 10分 · 井上詩音 74分 · 郷家友太 76分 | 競技場: ハワイアンズスタジアムいわき 観客数: 4,610 人 主審: 飯田淳平 副審: 堀越雅弘、山村将弘 第4の審判員: 瀬田貴仁 |  |

| 第18節 2025年06月01日 | いわきFC                                                                                      | 5-1     | ロアッソ熊本    | いわき市 |  |
| 14:03                 | 熊田直紀 18, 90+6分 · 谷村海那 65分 · 75分 (o.g.) · ジュ・ヒョンジン 80分 · 石渡ネルソン 86分 | Jリーグ | 神代慶人 90+4分 | 競技場: ハワイアンズスタジアムいわき 観客数: 3,677 人 主審: 榎本一慶 副審: 村井良輔、荒上修人 第4の審判員: 田尻智計 |  |

| 第19節 2025年06月15日 | レノファ山口FC                  | 2-2     | いわきFC                            | 山口市 |  |
| 14:03                 | 山本桜大 23分 · 喜岡佳太 90+3分 | Jリーグ | 谷村海那 15分 · キム・ヒョンウ 68分 | 競技場: 維新みらいふスタジアム 観客数: 4,920 人 主審: 俵元希 副審: 松井健太郎、宇治原拓也 第4の審判員: 上田隆生 |  |

| 第20節 2025年06月21日 | いわきFC                                            | 3-1     | カターレ富山                | いわき市 |  |
| 16:00                 | 大西悠介 29分, 51分 · 山下優人 43分 · 谷村海那 86分 | Jリーグ | 布施谷翔 40分 · 吉平翼 88分 | 競技場: ハワイアンズスタジアムいわき 観客数: 3,854 人 主審: 長峯滉希 副審: 竹長泰彦、小出貴彦 第4の審判員: 原田雅士 |  |

| 第21節 2025年06月28日 | サガン鳥栖    | 1-0     | いわきFC                      | 鳥栖市 |  |
| 19:00                 | 森下怜哉 31分 | Jリーグ | 白井陽貴 29分 · 山下優人 37分 | 競技場: 駅前不動産スタジアム 観客数: 7,679 人 主審: 井上知大 副審: 金井清一、宮原一也 第4の審判員: 矢野浩平 |  |

| 第22節 2025年07月05日 | RB大宮アルディージャ                                                  | 1-2     | いわきFC                                                  | さいたま市                                                                                                |  |
| 19:00                 | 石川俊輝 16分 · 津久井匠海 16分, 18分 · 和田拓也 80分 · 小島幹敏 90分 | Jリーグ | 堂鼻起暉 49分 · 石渡ネルソン 83分 · キム・ヒョンウ 90+4分 | 競技場: NACK5スタジアム大宮 観客数: 11,952 人 主審: 椎野大地 副審: 中野卓、内山翔太 第4の審判員: 鶴岡泰樹 |  |

| 第23節 2025年07月12日 | いわきFC                                | 1-1     | V・ファーレン長崎           | いわき市 |  |
| 18:00                 | 石渡ネルソン 37分 · キム・ヒョンウ 69分 | Jリーグ | 江川湧清 31分 · 山口蛍 89分 | 競技場: ハワイアンズスタジアムいわき 観客数: 4,185 人 主審: 中井敏博 副審: 田尻智計、緒方孝浩 第4の審判員: 田邉裕樹 |  |

| 第24節 2025年08月02日 | ジェフユナイテッド千葉                    | 2-2     | いわきFC                                            | 千葉市 |  |
| 19:03                 | 呉屋大翔 55分 · 椿直起 69分 · 日高大 75分 | Jリーグ | 柴田壮介 43分 · 石渡ネルソン 49分 · 深港壮一郎 83分 | 競技場: フクダ電子アリーナ 観客数: 13,128 人 主審: 須谷雄三 副審: 林可人、宇治原拓也 第4の審判員: 榎本一慶 |  |

| 第25節 2025年08月10日 | いわきFC                                                                                            | 3-1     | ジュビロ磐田                    | いわき市 |  |
| 18:04                 | 石渡ネルソン 22分 · 山下優人 31分 · 山中惇希 43分 · 柴田壮介 62分 · 五十嵐聖己 83分 · 加瀬直輝 85分 | Jリーグ | 金子大毅 65分 · 角昂志郎 90+1分 | 競技場: ハワイアンズスタジアムいわき 観客数: 4,792 人 主審: 窪田陽輔 副審: 阿部将茂、宮原一也 第4の審判員: 藤澤達也 |  |

| 第26節 2025年08月16日 | モンテディオ山形                                                          | 1-0     | いわきFC | 天童市 |  |
| 19:03                 | 田中渉 16分 · 氣田亮真 36分 · 川井歩 38分 · 熊本雄太 82分 · 高橋潤哉 86分 | Jリーグ |          | 競技場: NDソフトスタジアム山形 観客数: 10,546 人 主審: 俵元希 副審: 竹長泰彦、田代雄大 第4の審判員: 畠山大介 |  |

| 第27節 2025年08月23日 | いわきFC | v | 大分トリニータ | いわき市                             |  |
| 18:00                 |          |   |                | 競技場: ハワイアンズスタジアムいわき |  |

| 第28節 2025年08月30日 | FC今治 | v | いわきFC | 今治市                           |  |
| 19:00                 |        |   |          | 競技場: アシックス里山スタジアム |  |

### 天皇杯
| 2回戦 2025年06月11日 | いわきFC            | 1-2 | ブラウブリッツ秋田                                | いわき市 |  |
| 19:00                | 谷村海那 68分, 85分 | JFA | 尾崎優成 36分 · 中村亮太 49分 · 佐川洸介 51, 53分 | 競技場: ハワイアンズスタジアムいわき 観客数: 1,797 人 主審: 清水勇人 副審: 佐藤裕一、阿部将茂 第4の審判員: 佐藤光将 |  |

### ルヴァンカップ
| 1回戦 2025年03月26日                                                                  | RB大宮アルディージャ | 3-3 (延長) (7-6 PK戦)                                                           | いわきFC                                                                  | さいたま市                                                                                               |  |
| 19:03                                                                                 | 村上陽介 32分 · オリオラ・サンデー 40分, 42分 · 石川俊輝 62分 · ファビアン・ゴンザレス 73分 · 浦上仁騎 89分 · 富山貴光 99分 | Jリーグデータサイト                                                             | 石渡ネルソン 16, 58分 · 五十嵐聖己 52分 · 加瀬直輝 102分 · 柴田壮介 118分 | 競技場: NACK5スタジアム大宮 観客数: 4,850 人 主審: 松澤慶和 副審: 大川直也、清水拓 第4の審判員: 原田雅士 |  |
|                                                                                       | | PK戦                                                                            |                                                                           | |  |
| 阿部来誠 ファビアン・ゴンザレス 富山貴光 中野克哉 浦上仁騎 石川俊輝 福井啓太 安光将作 | | 石渡ネルソン 木吹翔太 柴田壮介 坂岸寛大 山田裕翔 山内琳太郎 坂元一渚璃 加藤大晟 |                                                                           | |  |